# Vincent-Marie Farinole
Pour les articles homonymes, voir Farinole (homonymie).
Vincent-Marie Farinole : né le 1er septembre 1832 à Sigean (Aude) et mort à Bastia (en Corse) le 16 septembre 1905 est un avocat et homme politique français d'origine corse qui est sénateur de la Corse de 1894 à 1902.

## Famille
Vincent-Marie Farinole appartient à une vieille maison bastiaise qui donna à la royauté et à la république de Gênes de nombreux notables. Il est le fils du commandant Joseph-Marie Farinole (1789-1887) qui est le dernier chevalier de Saint-Louis à mourir. Son chevalier de père reprochera beaucoup ses opinions républicaines à son fils.
Vincent-Marie épouse une petite nièce du général Gentili, compagnon de Pascal Paoli à ses débuts puis partisan de la France (c'est lui qui défendra Calvi en 1794 contre la Royal Navy commandée par Horatio Nelson qui y perdra un œil) puis de Bonaparte qui le chargera de la conquête des îles Ioniennes dont Corfou.

## Biographie
Vincent-Marie Farinole naît à Sigean dans l'Aude en 1832. Son père est alors général d'active qui après avoir servi une république, un empire et une monarchie continue sa carrière au service de la monarchie de Juillet, brillante carrière remarquable par ses gloires mais aussi par sa longévité puisqu'il ne prendra sa retraite que sous la IIIe République.
Il commence ses études chez les Jésuites, étudie aux lycées Charlemagne et Saint-Louis à Paris puis suit les cours de la faculté de droit d'Aix-en-Provence. Vincent-Marie plaide de 1856 à 1870 au barreau de Bastia.
Bien que proche des bonapartistes de l'île par ses attaches familiales, Vincent-Marie Farinole est un républicain convaincu et devient un adversaire acharné du Second Empire. C'est là l'explication de la mésentente entre le père et le fils. Vincent-Marie participe largement à la fondation du journal anti-bonapartiste La Revanche qu'il installe à Bastia.
C'est Vincent Farinole qui détermine par une lettre son ami Paschal Grousset, correspondant de La Revanche à Paris à envoyer ses témoins au prince Pierre-Napoléon Bonaparte à la suite d'une violente polémique entre le prince et les rédacteurs de ce journal. Parmi ces témoins figure Victor Noir que le prince Pierre-Napoléon Bonaparte tue (le prince sera acquitté) d'un coup de révolver, alors que tonne déjà le canon prussien et l'orage de la Guerre franco-allemande (1870) ! Le discrédit et jeté sur le régime considérablement affaibli au moment où il en a le moins du monde besoin.
Républicain, opposé au plébiscite impérial du 8 mai 1870, Vincent Farinole craint pour sa vie en restant en Corse et part pour Paris dès la chute de l'Empire consommée. Il y devient officier de la garde nationale de Paris.
Adolphe Crémieux, ministre de la Justice du Gouvernement de la Défense nationale, le nomme le 4 septembre 1870 procureur de la République à Bastia. En 1873, Jules Dufaure le nomme juge au Havre. Puis il rentre à Bastia ou il exerce les fonctions d'avocat général avant d'être révoqué par le premier cabinet de Broglie.  Puis à partir de 1879, Vincent Farinole devient conseiller à la Cour d'appel de Bastia, puis à celle d'Aix-en-Provence, dont il devient conseiller honoraire.
Vincent Farinole garde néanmoins sa passions pour la politique. Il est successivement conseiller général des cantons de Murato et de Ghisoni puis il devient vice-président du Conseil général de la Corse avant d'être élu sénateur de la Corse de 1894 à 1902. Il s'inscrit alors au groupe de la gauche républicaine.
Le sénateur Farinole déploie une intense activité pour sa petite patrie, zèle prodigieux dont il ne sera pas remercié puisqu'il n'est pas reconduit dans ses fonctions lors du renouvellement de 1902. Vincent Farinole, dénonce l'état économique lamentable de la Corse, interpelle les gouvernements successifs, déplore l'état des relations maritimes et postales avec le continent, la faiblesse de la garnison française et aussi les appétits des italiens, de plus en plus hostiles depuis le protectorat français sur la Tunisie (1881) et leur alliance avec l'Allemagne.
Vincent Farinole fait aussi voter une opportune loi prévenant les fraudes électorales en Corse.
Enfin, Vincent Farinole meurt à Bastia le 16 septembre 1905. Il a alors 73 ans.
Vincent Farinole était franc-maçon de la loge bastiaise "la parfaite harmonie" (Grand-Maître en 1855) puis à la loge l'"Etoile des Monts" (1865).

## Sources
- « Vincent-Marie Farinole », dans le Dictionnaire des parlementaires français (1889-1940), sous la direction de Jean Jolly, PUF, 1960 [détail de l’édition]